# Route nationale (Belgique)

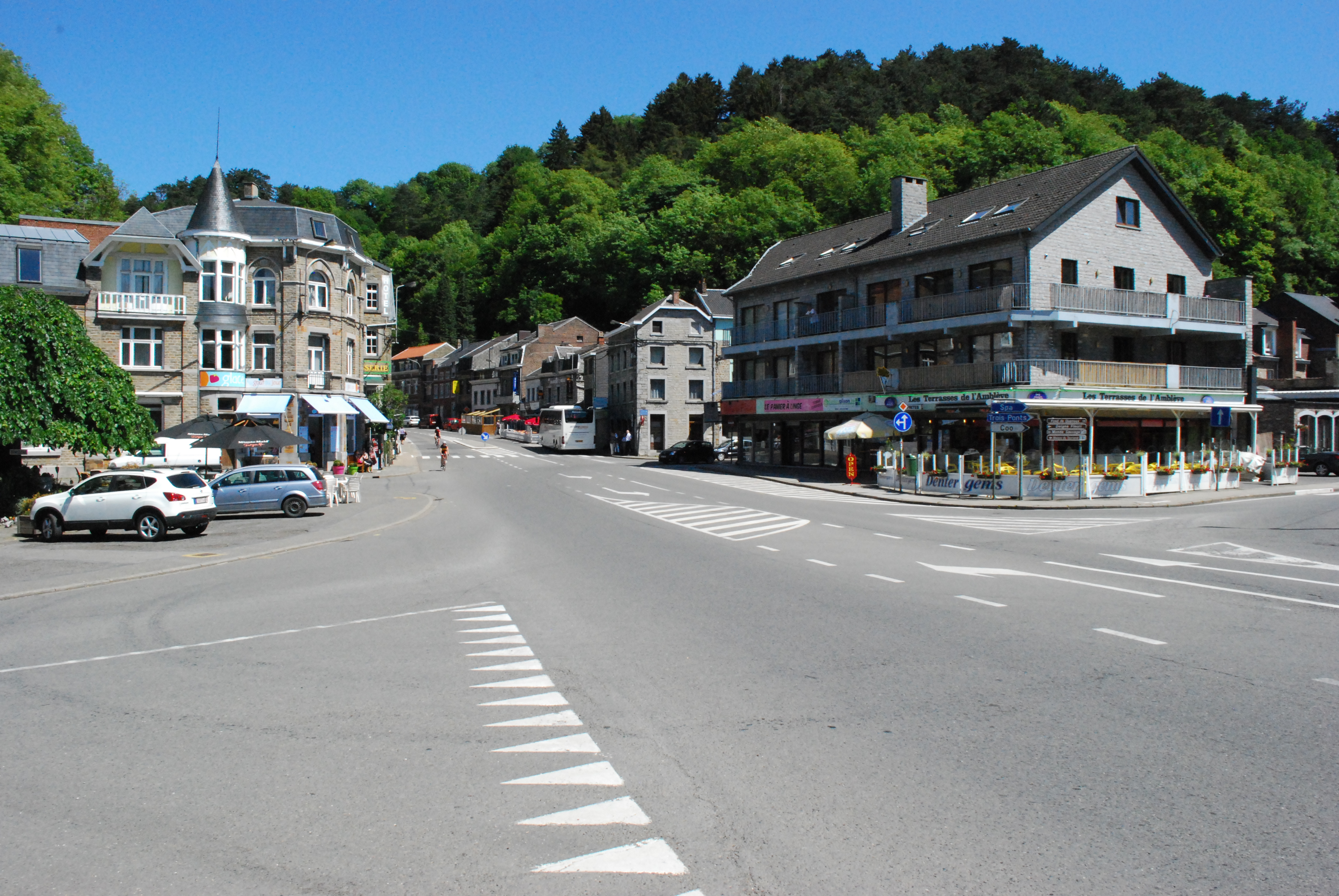
La "rue de Louveigné" (N666), vue depuis le pont sur l'Amblève à Remouchamps

Une route régionale est une route construite, entretenue et gérée par l'une des trois régions belges. Chaque route régionale porte un numéro A s'il s'agit d'une autoroute, sinon un numéro N s'il s'agit d'une nationale.

## Flandre
Au sein de la Région flamande, l'Agentschap Wegen en Verkeer (Agence des routes et de la circulation) du Département flamand de la mobilité et des travaux publics est responsable des routes régionales.
Les routes régionales peuvent avoir la fonction de route principale, de route primaire (type I ou type II), de route secondaire ou de route locale.
Le 1er janvier 2009, toutes les routes provinciales d'importance supracomunnale sont transférées à la Région flamande. Les autres routes provinciales sont transférées aux communes (pour le Brabant flamand, c'était le 1er octobre 2008). Les provinces flamandes ne sont donc plus compétentes en matière de gestion routière.

## Wallonie
Le réseau routier de la Région wallonne est constitué de 6.973 km de routes régionales et est composé de trois types de réseaux distincts, chacun relevant d'une autorité gestionnaire différente :
1. Réseau structurant:
- Composé des autoroutes et des principales nationales gérées par la Sofico (Société wallonne de financement des infrastructures)[2].
- Ce réseau prioritaire assure la liaison entre les principales villes et axes économiques de la Wallonie.
- Il comprend environ 2.700 km de routes (876 km d'autoroutes, 1.455km de routes nationales et environ 400 km d'échangeurs), soit un peu plus du quart du réseau routier wallon total.

2. Réseau secondaire:
- Constitué des routes régionales gérées par le SPW Mobilité et Infrastructures.
- Ce réseau secondaire dessert les localités et relie les communes entre elles.
- Il s'étend sur plus de 7.000 km, soit environ les trois quarts du réseau routier wallon.

3. Réseau communal:
- Regroupant les voiries communales relevant de la compétence des communes.
- Ce réseau local assure l'accès aux habitations, commerces et zones d'activités au sein des communes.
- Il représente la plus grande partie du réseau routier wallon, avec plus de 70.000 km de routes.

## Bruxelles
En Région de Bruxelles-Capitale, l'Administration Bruxelles Mobilité' du Ministère de la Région de Bruxelles-Capitale (MBHG) est responsable de la planification stratégique, de l'aménagement, de la programmation, de la gestion, de l'entretien et de la surveillance de 331 kilomètres de routes régionales (dont 11 kilomètres d'autoroute).